# シロイワヤギ
シロイワヤギ（Oreamnos americanus、白岩山羊）は、哺乳綱ウシ目（偶蹄目）ウシ科シロイワヤギ属に分類される偶蹄類。別名シロカモシカ、マウンテンゴート。本種のみでシロイワヤギ属を構成する。

## 分布
アメリカ合衆国、カナダのロッキー山脈周辺。
- O. a. americanus　カスケードシロイワヤギ

アメリカ合衆国（オレゴン州、ワシントン州）
- O. a. columbinae　コロンビアシロイワヤギ

カナダ（ブリティッシュコロンビア州北部）
- O. a. kennedyi　アラスカシロイワヤギ

アメリカ合衆国（アラスカ州南東部）
- O. a. missoulae　モンタナシロイワヤギ

アメリカ合衆国（アイダホ州、モンタナ州）
種小名americanusは「アメリカの」の意。

## 形態
体長オス140-190センチメートル。肩高オス90-114センチメートル。体重オス65-135キログラム。下顎や頸部、肩、腰、臀部、前肢基部の体毛は伸長する。全身の毛衣は黄白色。
角は雌雄共に細く基部からわずかに後方へ向かい、先端が後方へ湾曲する。角の断面は円形。耳介は長く、先端が尖る。眼窩はあまり突出しない。吻端の体毛で被われない板状の皮膚（鼻鏡）は小型。四肢は頑丈。中手骨や中足骨は短く幅広い。角の後部に臭腺（後角腺）がある。
オスは角先端の湾曲が顕著。乳頭の数は4個。

## 分類
ヤギ亜科内では原始的な種で、シャモア属に近縁と考えられている。
- Oreamnos americanus americanus（Blainville, 1816） カスケードシロイワヤギ
- Oreamnos americanus columbinae コロンビアシロイワヤギ
- Oreamnos americanus kennedyi アラスカシロイワヤギ
- Oreamnos americanus missoulae モンタナシロイワヤギ

## 生態
山地に生息し、寒冷地では海岸にも生息する。夏季になると標高の高い場所へ移動する。昼行性。ペアもしくは小規模な群れを形成し生活する。争うことは少ないが、冬季になると少ない食物をめぐり激しく争うこともある。天敵にはハイイログマなどがいる。捕食者に対しては鋭い角を使って抵抗し、ヨーホー国立公園では捕食を試みたとみられるハイイログマをシロイワヤギが返り討ちにして殺したとみられる事例がある。ハイイログマは体重70kgのやや小型の個体で、死んだ状態で見つかった。検視の結果、首や脇腹にシロイワヤギの角で刺されたとみられる傷が見つかった。傷の大きさや形がシロイワヤギの角に対応していたこととに加え、傷の位置関係がハイイログマの襲撃に対してシロイワヤギが反撃したときに生じるものと一致していたことから、このハイイログマはシロイワヤギを襲おうとして角で突き返されて死んだ可能性が高いと推定されている。
切り立った崖を含めて山岳地帯を巧みに移動し、1日に標高差で数百メートル昇り降りする。蹄の底は登山靴のようになっていて岩の表面をしっかり捉えるほか、3メートルほど跳躍できる
食性は植物食で、木の枝、葉、草、コケ植物、地衣類などを食べる。塩分などミネラルを摂るため岩の表面を舐めることもある。
繁殖形態は胎生。妊娠期間は178-180日。1回に1-2頭（主に1頭）の幼獣を産む。
天敵として ピューマ、カナダオオヤマネコ、オオカミ、クマ、クズリがいる。